# Audan Tüpqaraghan
Der Audan Tüpqaraghan (kasachisch Түпқараған ауданы Tüpqaraghan audany, russisch Тупкараганский район Tupkaraganski rajon) ist ein Bezirk im Gebiet Mangghystau in Kasachstan.

## Bevölkerung
Bei der Volkszählung 1999 hatte der Audan Tüpqaraghan 14.225 Einwohner. Die Volkszählung 2009 ergab für den Bezirk eine Einwohnerzahl von 20.544. Bei der letzten Volkszählung 2021 lebten 37.250 Menschen im Audan Tüpqaraghan. Die Fortschreibung der Bevölkerungszahl ergab zum 1. Januar 2025 eine Einwohnerzahl von 40.887.
| Einwohnerentwicklung               | Einwohnerentwicklung | Einwohnerentwicklung |
| 1999                               | 2009                 | 2021                 |
| ---------------------------------- | -------------------- | -------------------- |
| 14.225                             | 20.544               | 37.250               |
| Anmerkung: Volkszählungsergebnisse |                      |                      |

## Verwaltungsgliederung
Der Audan Tüpqaraghan ist in sechs ländliche Bezirke (kasachisch Ауылдық округ Auyldyq okrug; russisch Сельский округ Selski okrug) gegliedert (Stand: 2021).
| Ländlicher Kreis   | Einwohner | Einwohner | Orte               |
| Ländlicher Kreis   | 2009      | 2021      | Orte               |
| ------------------ | --------- | --------- | ------------------ |
| Aqschuqyr          | 6230      | 12.279    | Aqschuqyr          |
| Bautino            | 4344      | 3903      | Bautino            |
| Fort Schewtschenko | 4888      | 8447      | Fort Schewtschenko |
| Qysylösen          | 1112      | 909       | Qysylösen          |
| Sajyn Schapaghatow | 1366      | 8947      | Sajyn Schapaghatow |
| Tauschyq           | 2604      | 2765      | Tauschyq           |
| Audan Tüpqaraghan  | 20.544    | 37.250    |                    |